# Don Letts

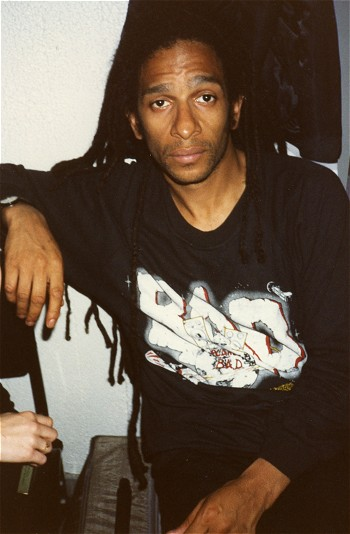
Don Letts (1987)

Donovan „Don“ Letts (* 10. Januar 1956 in London) ist ein britischer Musiker, DJ, Journalist und Filmregisseur.

## Werdegang
Donovan Letts, Kind jamaikanischer Einwanderer, besuchte die Tenison’s School im Londoner Stadtteil Kennington. 1975 begann er im Acme Attractions zu arbeiten, einem angesagten Kleidungs- und Second-Handgeschäft, das in einem Kellergeschoss neben dem Antiquarius Market in der King’s Road lag, zu deren Galionsfigur er bald wurde. Hier verkehrte die Londoner Jugendszene, unter anderem Mitglieder von aufstrebenden britischen und New Yorker Punk- und New Wave Bands wie The Clash, The Sex Pistols, Chrissie Hynde, Deborah Harry, aber auch die schon bekanntere Patti Smith und der jamaikanische Musiker Bob Marley, mit dem sich Letts bei einem Konzert im Juni 1976 angefreundet hatte.
Acme-Buchhalter Andy Czezowski erkannte das Potential der Klientel und gründete 1976 den ersten Londoner Punkclub The Roxy. Letts wurde der erste Resident-DJ des Ladens. Da es damals noch kaum auf Platte gepresste Punkmusik gab, spielte er viel von ihm schon länger favorisierten Dubreggae. So wird ihm heute eine entscheidende Rolle in der Vermischung zwischen Punk und Reggae zugeschrieben, z. B. bei The Clash.
Bald hatte sich Letts als DJ und Freund bekannter Künstler eine gewisse Reputation und ein wenig Geld erarbeitet. Er wurde Manager der Frauenpunkband The Slits und stellte seinen ersten Film The Punk Rock Movie (1978) fertig. 1978 fuhr er auch das erste Mal in das Heimatland seiner Eltern, Jamaika, gemeinsam mit Johnny Rotten und Richard Branson. Im selben Jahr nahm er auch seine erste EP auf, Steel Leg V. the Electric Dread, mit Keith Levene, Jah Wobble und Steel Leg. 1984 gründete er mit Mick Jones, der von seiner Band The Clash entlassen worden war, die Band Big Audio Dynamite.
In den 1990ern und den 2000er Jahren drehte Letts verstärkt Musikclips und musikorientierte Dokumentarfilme, von denen der bekannteste Punk: Attitude (2005) ist. Für Westway to the World über The Clash gewann er 2003 einen Grammy Award.
2006 veröffentlichte er seine Autobiografie Culture Clash: Dread Meets Punk Rockers. Seit dem 1. April 2009 präsentiert Letts eine wöchentliche Radiosendung bei BBC 6 Music.

## Filme (als Regisseur)
- 1978: The Punk Rock Movie
- 1982: Pass the Dutchie, Musikvideo für Musical Youth
- 1984: One Love/People Get Ready, Musikvideo von Bob Marley & The Wailers
- 1988: The Pretenders: The Singles (Video Back on the Chain Gang)
- 1997: Dancing in the Streets: Planet Rock
- 1997: Dancehall Queen
- 2000: The Clash: Westway to the World
- 2003: The Essential Clash
- 2003: One Love
- 2004: Making of London Calling: The Last Testament
- 2005: Punk: Attitude
- 2005: The Right Spectacle: The Very Best of Elvis Costello – The Videos
- 2005: The Revolution Will Not Be Televised (Gil Scott-Heron)
- 2005: Brother From Another Planet: Sun Ra
- 2006: The Making of All Mod Cons: The Jam
- 2006: Tales of Dr. Funkenstein: George Clinton
- 2006: Rock It To Rio: Franz Ferdinand
- 2007: Soul Britannia
- 2008: Going Home/Made In Sheffield Tony Christie
- 2009: Carnival!
- 2010: Strummerville
- 2011: Rock ’n’ Roll Exposed: The Photography of Bob Gruen
- 2012: Celebrity Exposed: The Photography of Richard Young
- 2012: Fred Perry Presents Subculture (6 Episoden)
- 2013: Paul McCartney: Something New
- 2016: The Story of Skinhead